# Lagune Sterea
La lagune Sterea ou lac Sterea est un petit lac d'eau douce situé en Argentine, en Patagonie, dans le département de Río Chico de la province de Santa Cruz. Elle est située dans le bassin du río Mayer, affluent principal du lac San Martín/O'Higgins.

## Géographie
La lagune occupe le centre d'une dépression située entre la meseta de Carbón (appelée plus souvent meseta de la Muerte) au sud, et le massif du Cerro Tetris qui domine du haut de ses 2.035 mètres la Sierra de las Vacas, au nord. 

À l'ouest, cette dépression s'ouvre sur la vallée du río Mayer, tandis qu'à l'est commencent les vastes étendues du plateau de Patagonie. Le lac Quiroga n'est distant que de 22 kilomètres à l'est-sud-est, et là débute la meseta du lac Strobel, avec ses centaines de lagunes d'eau douce ou salée.
La lagune Sterea est longée au sud par la route provinciale 80, qui la relie à l'est avec la route nationale 40. 

## Émissaire
La lagune Sterea fait partie du bassin versant du río Pascua qui se jette au Chili dans l'Océan Pacifique. 

La lagune Sterea a pour émissaire le río Ñires qui se jette en rive droite dans le río Mayer. 

Au Chili, le río Mayer se jette dans le bras nord-est du lac San Martín/O'Higgins, tributaire du río Pascua.